# كوتا فوكاتسو
كوتا فوكاتسو (باليابانية: 深津 康太) (مواليد 10 أغسطس 1984)، هو لاعب كرة قدم ياباني سابق كان يلعب كمدافع.

## وصلات خارجية
- كوتا فوكاتسو على موقع رابطة كرة القدم اليابانية للمحترفين (اليابانية)
- كوتا فوكاتسو على موقع قاعدة بيانات كرة القدم.إي يو (الإنجليزية)
- كوتا فوكاتسو على موقع Soccerway.com (الإنجليزية)
- كوتا فوكاتسو على موقع عالم كرة القدم.نت (الإنجليزية)